# Distrito de Kabarole
Kabarole es un distrito localizado en Uganda, más precisamente en el sector occidental de dicho país. La ciudad capital es la ciudad de Fort Portal, el alcalde es Edson Asaba Ruyonga. Los residentes del Fort Portal son principalmente del grupo étnico de Batooro, pero el distrito tiene culturas y gente diversas, tal como los Bakiga. El distrito de Kabarole era originalmente mucho más grande y lo componían también Kamwenge y Kyenjojo.
Posee 1.844,25 km² de superficie y, según cifras del censo realizado en el año 2002, una población de un total de 359.180 habitantes, dando lugar a una densidad de 194,8 pobladores por cada kilómetro cuadrado.
- Datos: Q1229910